# Synchlora liquoraria
Synchlora liquoraria är en fjärilsart som beskrevs av Achille Guenée 1857. Synchlora liquoraria ingår i släktet Synchlora och familjen mätare. Inga underarter finns listade i Catalogue of Life.